# Blockierte Signale
Blockierte Signale ist ein deutscher Kriminalfilm aus dem Jahre 1948, der erste der Westzonen. Unter der Regie von Johannes Meyer spielen Heidi Kürschner, Heinz Engelmann und Wolfgang Lukschy die Hauptrollen.

## Handlung
Die Geschichte spielt 1947 im Hamburger Hafen. Der Prokurist eines Transportunternehmens wird tot aufgefunden, er ist ermordet worden. Die Polizeiermittlungen ergeben, dass über die Firma finstere Geschäfte abgewickelt wurden: Vor allem Drogen und Medikamente werden verschoben bzw. geschmuggelt. Die Schieber erweisen sich als knallhart bei der Umsetzung ihrer ungesetzlichen Aktivitäten. Dies bekommt auch der junge Steuermann Klaus Kröger zu spüren, als er in die Affäre verstrickt wird. Aber wer steckt hinter diesen Machenschaften, wer ist der Kopf der Bande? In Verdacht geraten Bruno Kalpak und der Spediteur Löllgen. Schließlich wird der handfeste Spätheimkehrer Kröger von sich aus aktiv und hilft dem ermittelnden Polizeiinspektor Ostendorff dabei, die gesamte Bande auszuheben, als selbige gerade dabei ist, einen ganzen Güterzug am Elbufer auszurauben. Auch der Mörder gerät dabei in die Fänge der Polizei.

## Produktionsnotizen
Blockierte Signale entstand in den Filmateliers von Hamburg-Volksdorf und Hamburg-Ohlstedt sowie im Hamburger Hafen (Außenaufnahmen). Der Film passierte im Dezember 1948 die alliierte Filmzensur und wurde am 17. Dezember 1948 in Göttingen uraufgeführt. Die Berliner Premiere fand am 16. September 1949 im Westen der Stadt statt.
Friedrich Kurth übernahm die Produktionsleitung. Peter Röhrig gestaltete die Filmbauten.

## Kritiken
In Der Spiegel 5/1949 war zu lesen: “Mit nur wenig erhobenem Zeigefinger und fast trümmerfrei wird ein zeitgemäßes Großschieberthema nach schwerem Start mit Tempo abgewickelt. Mit Mord, Arzneischmuggelfahrt auf der Elbe, Razzia im Hamburger Hafenviertel, Ueberfall auf einen Güterzug und erfolgreicher Aufklärung durch einen smarten Kriminalkommissar (Helmut Rudolf) [sic!]. Bis zum Schluss hat der Zuschauer die Wahl, Walter Franck oder Wolfgang Lukschy für den Täter zu halten. Heinz Engelmann … ein ausnahmsweise fast echt wirkender Heimkehrer, verhilft mit kräftiger Faust dem Guten zum Siege.”

„Der erste deutsche Kriminalfilm nach 1945 bemüht sich um Zeit- und Milieuschilderung, wirkt aber schwach konstruiert.“